# Rue Fujin (métro de Shanghai)
Rue Fujin (en chinois : 富锦路站 et en anglais : Fujin Road), est une station terminus de la ligne 1 du métro de Shanghai. Elle est située dans le district de Baoshan, à Shanghai en Chine.

## Situation sur le réseau

Plan du métro (2021).

Située en aérien, Rue Fujin est la station terminus nord de la ligne 1 du métro de Shanghai. Elle est située avant la station Rue Youyi ouest, en direction du terminus sud Xinzhuang.
Elle dispose de trois lignes desservants un quai central et un quai latéral.

## Histoire
La station Rue Fujin est mise en service le 29 décembre 2007, lors de l'ouverture à l'exploitation du prolongement, long de 4,3 km de Gongfu Xincun à Rue Fujin.

## Services aux voyageurs

### Accès et accueil
La station dispose de deux accès sur la rue Wenchuan, ils sont équipés d'ascenseur pour l'accessibilité des personnes à la mobilité réduite.

### Desserte
Rue Fujin est desservie par les rames de la ligne 1 du métro de Shanghai. Les quais sont équipés de portes palières.

Installations et desserte
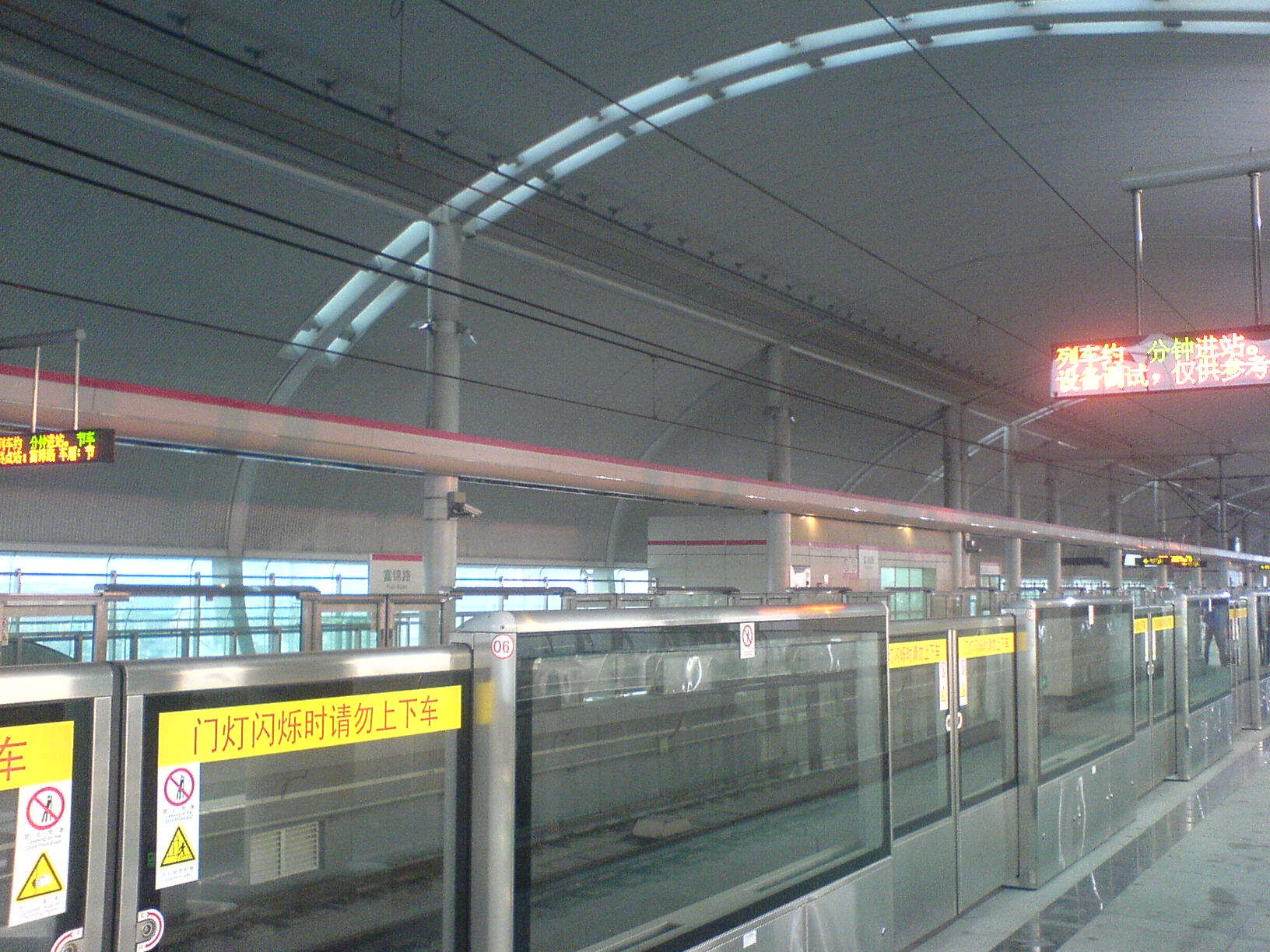
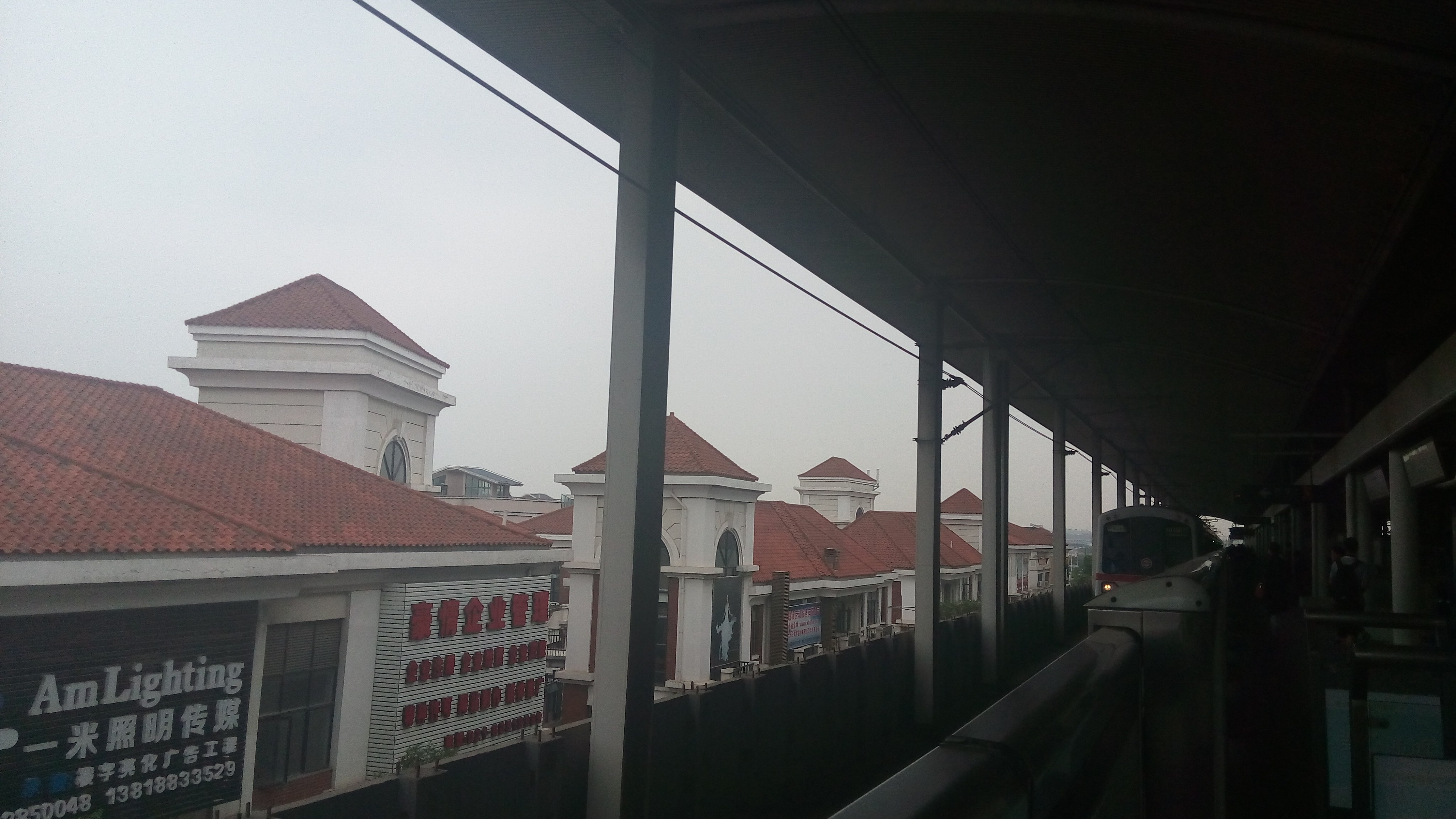